# Alan Moore (músico)
Alan "Skip" Moore (n. 1947, Birmingham, Inglaterra) es un músico inglés conocido por haber sido baterista de la banda de heavy metal Judas Priest durante los años 1971-1972 y 1975-1976, convirtiéndose a su vez en el único baterista de la agrupación en tocar en dos períodos diferentes.

## Carrera
Inició su carrera a principios de 1970 en varias bandas como The Young Casuals, The Other Lot, The Outer Light, Gabriel Oak, Glad Stallion y Tendency Jones and Pendulum todas pertenecientes a la escena blues rock, folk y country. En 1971 entró a Judas Priest en reemplazo de John Ellis, debutando el 11 de octubre en el Slough College. Sin embargo, su paso solo duró un poco más de un año, ya que en 1972 renunció para integrarse a la banda de country rock Sundance, en donde solo participó en el disco Rain, Steam, Speed de 1974.
Para 1975 John Hinch fue despedido de la banda, por ello K.K. Downing e Ian Hill lo volvieron a llamar convirtiéndose en el primer y único baterista de Judas Priest en tocar en dos períodos diferentes. Durante esta nueva etapa participó en la grabación del álbum Sad Wings of Destiny de 1976, pero en diciembre de ese año se retiró de la banda sin certeza clara del porqué. Tras ello continuó tocando en otras bandas como en Zenda Jacks Stormbringer, pero al poco tiempo se retiró de la música para convertirse en camionero.
Durante varios años diversos periodistas, biógrafos y fanáticos han tratado de contactarlo pero sin éxito. Uno de ellos, el biógrafo inglés Neil Daniels autor de The Story of Judas Priest: Defenders of the Faith, mencionó que Moore fue el único exmiembro de la banda que no pudo encontrar.